# Zeitungsverlag Waiblingen

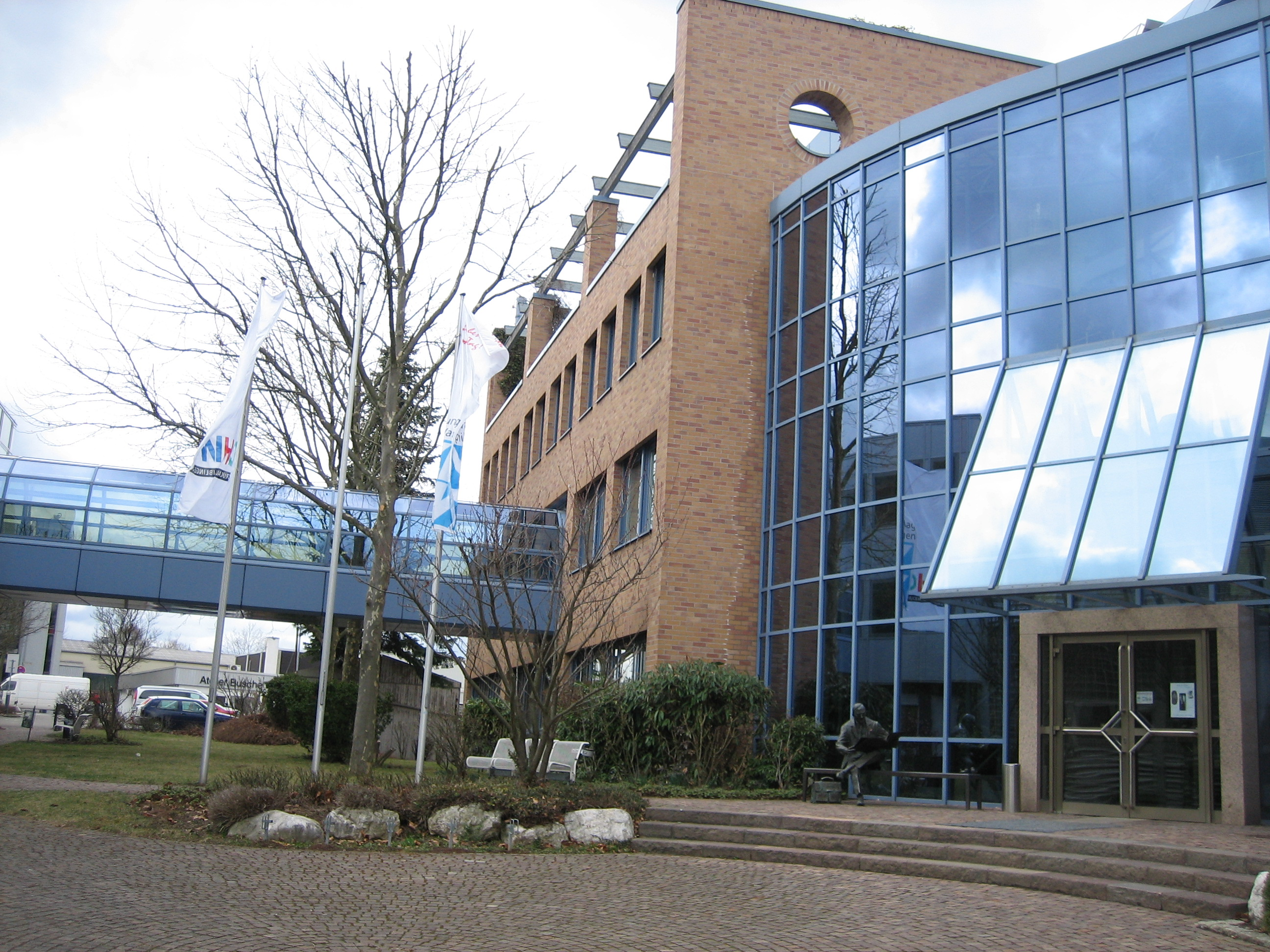
Bürogebäude des ZVW in Waiblingen

Der Zeitungsverlag Waiblingen (ZVW) ist der Herausgeber von vier Lokalzeitungen im Rems-Murr-Kreis, der im Osten an die Stadt Stuttgart angrenzt (Waiblinger Kreiszeitung, Schorndorfer Nachrichten, Winnender Zeitung und Welzheimer Zeitung). Daneben gibt der Verlag in Waiblingen, Winnenden, Schorndorf und Backnang auch ein kostenloses Wochenblatt mit verschiedenen Teilausgaben heraus.

## Geschichte

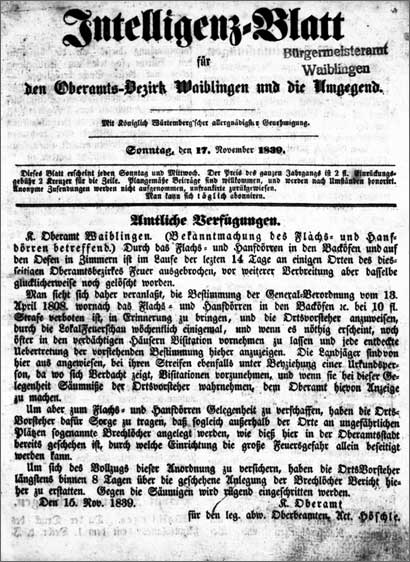
Intelligenzblatt 17. Nov. 1839

Die Geschichte der vier Tageszeitungen reicht bis ins 19. Jahrhundert. Am 17. November 1839 erschien „mit königlich württembergischer allergnädigster Genehmigung“ die erste Ausgabe des „Intelligenz-Blattes für den Oberamtsbezirk Waiblingen und Umgebung“. Knapp sechs Jahre später, am 2. Januar 1845, wurde erstmals die Welzheimer Zeitung gedruckt. Im August 1848 erschien in Schorndorf eine Zeitung, der weniger als ein Jahr später schließlich die Winnender Zeitung folgte.
1971 schlossen sich die vier bisher eigenständigen Verleger zum Zeitungsverlag Waiblingen zusammen. 35 Redaktionsmitglieder produzieren heute an vier Standorten die Lokalteile und einen gemeinsamen Kreisteil. Die überregionalen Inhalte bezieht der Zeitungsverlag Waiblingen als Mantelpartner von den Stuttgarter Nachrichten.
Der Zeitungsverlag Waiblingen hat den Deutschen Lokaljournalistenpreis 2006 und 2021 erhalten. Dieser Preis wird jährlich von der Konrad-Adenauer-Stiftung vergeben. Überzeugt hat die Jury vor allem das Konzept der Extra-Seiten, mit dem gezielt redaktionelle Schwerpunkte gesetzt werden. Im Jahr 2008 erhielt der Verlag diesen Preis in der Kategorie Redaktionelles Marketing. 2009 wurde der Zeitungsverlag Waiblingen mit einem Sonderpreis des Deutschen Lokaljournalistenpreises für „Journalistisches Verantwortungsbewusstsein“ im Zusammenhang mit der Berichterstattung zum Amoklauf von Winnenden am 11. März 2009 ausgezeichnet.

## Druck
Seit dem 2. November 2023 wird die Zeitung mit ihren 4 lokalen Ausgaben in Heilbronn gedruckt. Das verlagseigene Druckhaus Waiblingen wurde zum 31. Oktober 2023 geschlossen, von den ehemals etwa 120 Beschäftigten haben rund 100 davon ihre Stelle verloren.

## Eigentümer
Eigentümer des Verlages sind die GeVi Beteiligungen GmbH Medien KG (Waiblingen) mit 41 %, die ZVD Mediengesellschaft mbH (Göppingen) mit 36 % und die örtliche Zeitungsverlag- und Druckerei Kreh GmbH & Co KG mit 16 %, sowie sechs Mitglieder der Familien Bauer und Wormstedt. Die drei genannten Firmen halten auch als Mitglieder der Gruppe Württembergischer Verleger Anteile an der Südwestdeutsche Medien Holding (SWMH).

## Auflage
Die vier Tageszeitungen des Verlags (Waiblinger Kreiszeitung, Schorndorfer Nachrichten, Winnender Zeitung und Welzheimer Zeitung) haben wie die meisten deutschen Zeitungen in den vergangenen Jahren an Auflage eingebüßt. Die verkaufte Auflage ist in den vergangenen 10 Jahren um durchschnittlich 2,6 % pro Jahr gesunken. Im vergangenen Jahr hat sie um 3,8 % abgenommen. Sie beträgt gegenwärtig 32.115 Exemplare. Der Anteil der Abonnements an der verkauften Auflage liegt bei 86,8 Prozent.
| 1998  | 1999  | 2000  | 2001  | 2002  | 2003  | 2004  | 2005  | 2006  | 2007  | 2008  | 2009  | 2010  | 2011  | 2012  | 2013  | 2014  | 2015  | 2016  | 2017  | 2018  | 2019  | 2020  | 2021  | 2022  | 2023  | 2024  |
| ----- | ----- | ----- | ----- | ----- | ----- | ----- | ----- | ----- | ----- | ----- | ----- | ----- | ----- | ----- | ----- | ----- | ----- | ----- | ----- | ----- | ----- | ----- | ----- | ----- | ----- | ----- |
| 48431 | 48293 | 47943 | 48193 | 47480 | 46333 | 45969 | 46016 | 45515 | 45242 | 44873 | 44089 | 43586 | 42780 | 42241 | 41779 | 42028 | 41580 | 40966 | 39665 | 38489 | 37557 | 36857 | 36526 | 35006 | 33660 | 32392 |

Einzeln ausgewiesen beträgt die verkaufte Auflage der Waiblinger Kreiszeitung 8652 Exemplare, der Schorndorfer Nachrichten 8952 Stück, der Winnender Zeitung 4707 Exemplare und der Welzheimer Zeitung 1898 Stück.
Zusätzlich gibt der Verlag donnerstags ein Gratisblatt mit mehreren Teilausgaben und einer Gesamtauflage von rund 173.000 Exemplaren in Waiblingen, Winnenden, Schorndorf und Backnang heraus.